# Coroa eslovaca
A coroa eslovaca (em eslovaco slovenská koruna) foi a moeda usada na Eslováquia até 1 de Janeiro de 2009, quando foi adotado o euro.